# Nyasa Big Bullets FC
El Nyasa Big Bullets FC és un club de Malawi de futbol de la ciutat de Blantyre. Actualment és patrocinat per la Nyasa Manufacturing Company (NMC).
Evolució del nom:
- 1970-2000 Bata Bullets
- 2001-2002 Total Big Bullets
- 2003-2004 Bakili Bullets
- 2005-2007 Big Bullets
- 2008-2016 Bullets FC
- 2017-avui Nyasa Big Bullets

## Palmarès
- Lliga malawiana de futbol:[2]

1986, 1991, 1992, 1999, 2000, 2001, 2002, 2003, 2004, 2005, 2014, 2015, 2018, 2019, 2020-21, 2022, 2023
- Copa malawiana de futbol:[3]

1990, 1993, 1996
- Copa de la Premsa de Malawi:[3]

1969, 1970, 1973, 1975, 1993
- Copa Kamuzu de Malawi:[3]

1974, 1975, 1979, 1980, 1981, 1983, 1986
- Copa Chibuku de Malawi:[3]

1970, 1971, 1974, 1975, 1977, 1978, 1986, 1988, 1991, 1998
- Copa Carlsberg de Malawi:[3]

2002, 2014, 2017
- Copa President de Malawi:[3]

2012, 2016
- FAM Charity Shield:[3]

2007, 2012, 2016, 2017, 2018, 2019
- Embassy Trophy:

2003
- Chombe Tea:

1998, 1999